# 托多·斯維托斯拉夫
托多·斯維托斯拉夫（1270年代－1322年），保加利亞沙皇，1300年至1322年在位。

## 家庭
托多的妻子是保加利亞的歐芙洛緒涅，兩人的兒子是下一任沙皇格奧爾基二世。